# Cipriano de Utrera

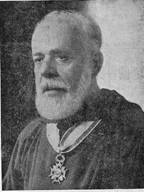
Fray Cipriano de Utrera, religioso e historiador dominicano.

Fray Cipriano de Utrera, O.M. Cap. (Utrera 1886-1958). Sacerdote católico e historiador hispano-dominicano. Nació como Manuel Higinio del Sagrado Corazón de Jesús Arjona y Canete en Utrera, Provincia de Sevilla, España el 10 de enero de 1886. Ingresó en la Orden Capuchina (O. F. M.) en Sevilla, el 7 de septiembre de 1901.
Llegó a la República Dominicana el 6 de octubre de 1910, donde se dedicó, poco tiempo después, al magisterio.
Su escuela, de la "Divina Pastora", alcanzó merecido renombre por su elevada y fecunda labor docente.
En 1912 recibió el título de Licenciado en Filosofía y Letras en el antiguo Seminario Conciliar de Santo Tomas de Aquino.
Las obras históricas publicadas por el padre Utrera constituyen el mayor aporte hecho hasta ahora en beneficio del conocimiento y el estudio de la historia dominicana, en cuanto a su período hispánico.
El 4 de octubre de 1952 se le concedió por el decreto número 8571 la investidura de la nacionalidad dominicana a título de naturalización privilegiada.
Perteneció a la Academia Dominicana de la Historia y de las Reales Academias de la Historia de Madrid, Venezuela, Colombia, Cuba, Nicaragua, Antioquena de Medellín y de The Academy of American Francisca History, de Washington.
Fue jefe de la Misión Dominicana de Investigaciones Históricas en los archivos de España.
Murió el 23 de enero de 1958 en Antequera, España y sus restos fueron trasladados en siguiente mes a Santo Domingo y fueron enterrados en la Iglesia Nuestra Señora de las Mercedes

## Obras

### Libros
- Universidades de Santiago de la Paz y de Santo Tomás de Aquino y Seminario Conciliar de la ciudad de Santo Domingo de la isla Española (Santo Domingo: Padres Franciscanos Capuchinos, 1932; 600 págs.).
- Heredia (Santo Domingo: Editorial Franciscana, 1939).
- La moneda provincial de la Isla Española: documentos (Santo Domingo, 1951; 257 págs.). -Reedición de los documentos originalmente publicados en el BAGN.
- Para la Historia de América (Santo Domingo: Academia Dominicana de la Historia, 1959; 273 págs.).
- Polémica de Enriquillo (Santo Domingo: Academia Dominicana de la Historia, 1973; 500 págs.).
- Los restos de Colón en Santo Domingo (Santo Domingo: Academia Dominicana de la Historia, 1977; 390 págs.).

### Artículos
- "Toussaint Louverture" (Boletín de la Archivo General de la Nación, Santo Domingo, N.º 2, 1938).
- "Documentos para la historia de la moneda provincial de la isla Española" [«Introducción histórica» y «Documentos»] (BAGN, N.º 61, 62, 63, 64, 65 y 66, 1949-1950).
- "Anecdotario histórico-1: don Luis Franco de Acevedo" (BAGN, N.º 63, 1949).
- "Anecdotario histórico-2: Juan de Salamanca" (BAGN, N.º 64, 1950).
- "Anecdotario histórico-3: Fermín Núñez" (BAGN, N.º 66, 1950).
- "Anecdotario histórico-4: sor Leonor de Ovando" (BAGN, N.º 68, 1951).
- "Anecdotario histórico-5: un «cura» cimarrón" (BAGN, N.º 69, 1951).
- "La mejorada del Cotui" (BAGN, N.º 69, 1951).
- "Anecdotario histórico-6: la mano de doña Leonor" (BAGN, N.º 70, 1951).
- "Anecdotario histórico-7: en los entierros doblan campanas" (BAGN, N.º 71, 1951).
- "El convento de los dominicos de Puerto Plata (información de daños hechos por los corsarios). Información documentada por fray Cipriano de Utrera" (BAGN, N.º 72, 1952).
- "Genealogía de Ravelo" (BAGN, N.º 75, 1952).
- "Episcopologio dominicopolitano" (BAGN, N.º 86 y 87, 1955).
- "Invasión inglesa de 1655 [artículo de Emilio Rodríguez Demorizi]. Notas adicionales de fray Cipriano de Utrera" (BAGN, N.º 88-89, 1956).